# Elecciones primarias del Partido Socialista Unido de Venezuela de 2021
El 8 de agosto se realizó las elecciones primarias del Partido Socialista Unido de Venezuela de 2021 para escoger a sus candidatos para los comicios regionales que se celebrarían en noviembre del mismo año, durante la campaña se evidenciaron importantes fracturas y diferencias internas en el oficialismo, y políticos como Elías Jaua y Francisco Arias Cárdenas fueron excluidos del proceso. Durante sus comicios tuvieron lugar irregularidades y hechos de violencia en estados como Barinas y Zulia. El vicepresidente del PSUV, Diosdado Cabello, aseguró que el hecho de que alguien ganara las primarias del partido no significaba que fuera el candidato para las elecciones. En estas elecciones participaron el 17.5% del padrón electoral, con la participación de 3,5 millones de electores, según "aseguro" la Comisión Nacional Electoral del PSUV.

## Convocatoria
El 1 de junio de 2021 el presidente de Venezuela y también presidente del Partido Socialista Unido de Venezuela PSUV, Nicolás Maduro, anunció que el próximo domingo 8 de agosto se llevarían  a cabo elecciones primarias abiertas con el padrón electoral del país, para que la  militancia del partido y los venezolanos que deseen participar, voten para elegir los candidatos del PSUV para las del próximo 21 de noviembre. Además señalo que los candidatos serán previamente seleccionados el  27 de junio cumpliendo los pasos del reglamento para elegir los candidatos  que realizarán las 14.381 Unidades de Batalla Bolívar Chávez (UBCH). Estas a la vez se constituirán en asambleas de base para postular a todas las candidaturas de las elecciones del mismo año, de manera secreta y directa. Asimismo el 4  de junio dio inicio al proceso de carnetización en las Plazas Públicas del país de todos los militantes del PSUV y JPSUV.

## Organización
Un total de 5.108 centros fueron dispuestos en todo el país en el marco de las elecciones primarias abiertas del Partido Socialista Unido de Venezuela (PSUV) que se llevaron a cabo el próximo 8 de agosto.
Los venezolanos inscritos en el registro de electoral podrán elegir a las candidatas y candidatos de cara a las elecciones del 21 de noviembre. En este sentido se instaló la Comisión Nacional Electoral del PSUV y a la Dirección Nacional para el seguimiento y coordinación, al mismo tiempo recibiendo el apoyo logístico del Consejo Nacional Electoral (CNE).
El primer vicepresidente del PSUV, Diosdado Cabello, informó que en las elecciones primarias arrojó un total de 100.975 postulados desde las bases de la militancia. A través de una rueda de prensa de la Dirección Nacional del PSUV, Cabello precisó: «57.003 mujeres fueron postuladas y 43.972 hombres. Un total de 100.975 postulados en esta primera fase. Altamente positivo».
Resaltó que de las elecciones primarias del próximo 8 de agosto quedarán excluidos los cargos de elección por lista para legisladores regionales y concejales.
«Esto nos permitirá simplificar el proceso de elección porque no podemos ir con más de 100 mil candidatos porque eso es imposible», manifestó Cabello, y precisó que los candidatos listas serán electos por la Dirección Nacional tomando en cuenta los postulados. Especificó que la siguiente fase es el 8 de agosto, la cual será la revisión final para elegir a los candidatos. «Se trata del voto de nuestra militancia el que iba a hablar, algunas personas pudieron haberse confundido y creyeron que era el apoyo a la UBCh. Las bases hablaron», reiteró. Al igual, señaló que tras el proceso de postulación se estableció que los gobernadores en ejercicio que no alcanzaran el 35 por ciento de apoyo y los alcaldes el 30 por ciento, no participarán en las primarias. Subrayó que aquellos que no fueron  favorecidos, se les comunicó que no  irán a las elecciones debido a que el partido decidió que deben asumir otro rol en la Revolución Bolivariana, y en esta decisión todos han aceptado y se han puesto a la orden ante la dirección política.
El 8 de agosto de 2021, el PSUV realizó por primera vez primarias abiertas para elegir a los candidatos a alcaldes y gobernadores en las regionales de 2021. Las primarias estuvieron plagadas de diversas irregularidades, e incluso situaciones de violencia, además de un profundo descontento entre las bases del partido gobernante. Días después de los comicios internos, la dirección del PSUV irrespetó los resultados electorales, y declaró ganadores de la nominación a cinco candidatos que, o no habían ganado, o directamente no habían participado en la elección.

## Inscripción y campaña
El 3 de junio de 2021, el exministro de educación, Elías Jaua, declaró que la Dirección Nacional del Partido Socialista Unido de Venezuela (PSUV), el más grande dentro de la coalición oficialista Gran Polo Patriótico Simón Bolívar, no le permitió participar en las elecciones internas de la organización informó que por la misma razón no figuraría entre las postulaciones para la elección de los candidatos.
Durante las elecciones primarias del PSUV se evidenciaron importantes fracturas y diferencias internas en el oficialismo. En el estado Zulia, el exgobernador Francisco Arias Cárdenas desafió al para ese entonces gobernador oficialista Omar Prieto, a pesar de haber sido excluido del proceso. El 9 de julio, en el complejo de la Misión Vivienda Ciudad Tavacare en el estado Barinas, se registraron enfrentamientos violentos entre facciones del oficialismo que se disputan la candidatura regional del partido. Seguidores del precandidato Hugo Chávez Terán, sobrino de Argenis y del expresidente Hugo Chávez, denunciaron que fueron atacados colectivos liderados por Alexis Mendoza, presuntamente vinculado a Argenis Chávez, gobernador para entonces y candidato a la reelección. Se publicaron videos en redes sociales de los simpatizantes enfrentándose a puñetazos e incluso disparos al frente del Destacamento 331 de la Guardia Nacional Bolivariana.
El 11 de julio, durante un acto de campaña con seguidores, el precandidato a la gobernación del estado Carabobo, José Vielma Mora, le reclamó a Rafael Lacava, para ese entonces gobernador oficialista, que cambiara los «ojos de Chávez» por un murciélago, imagen con la que Lacava había identificado su gestión durante los últimos cuatro años y ha sido pintada en paredes, túneles, autobuses, patrullas policiales, y en general, se encuentra presente en todo Carabobo como símbolo de Lacava. En agosto, el vicepresidente del PSUV, Diosdado Cabello, aseguró que el hecho de que alguien ganara las primarias del partido no significa que fuera el candidato para las elecciones, expresando: «Debemos recordar que ganar las primarias no significa que sea el candidato. Nos estamos preparando para ganar el 21 de noviembre, lo más importante es la revolución antes que un candidato o candidata».

## Resultados
La Comisión Electoral del Partido Socialista Unido de Venezuela anunció los resultados que de manera irreversible adjudicando a los candidatos que representarán al partido en las elecciones del 21 de noviembre:
|  | 52.69 % |

|  | 10.64 % |

|  | 9.22 % |

|  | 46.92 % |

|  | 28.84 % |

|  | 10.99 % |

|  | 71.83 % |

|  | 15.95 % |

|  | 1.50 % |

|  | 51.75 % |

|  | 45.35 % |

|  | 0.39 % |

|  | 38.65 % |

|  | 37.61 % |

|  | 5.05 % |

|  | 55.65 % |

|  | 29.28 % |

|  | 6.57 % |

|  | 39.21 % |

|  | 35.78 % |

|  | 10.71 % |

|  | 65.29 % |

|  | 25.35 % |

|  | 1.38 % |

|  | 36.97 % |

|  | 35.24 % |

|  | 20.26 % |

|  | 80.02 % |

|  | 12.90 % |

|  | 0.81 % |

|  | 73.09 % |

|  | 16.11 % |

|  | 2.66 % |

|  | 54.17 % |

|  | 28.71 % |

|  | 7.93 % |

|  | 44.66 % |

|  | 19.63 % |

|  | 7.89 % |

|  | 62.60 % |

|  | 9.60 % |

|  | 7.59 % |

|  | 51.18 % |

|  | 41.96 % |

|  | 1.11 % |

|  | 62.08 % |

|  | 14.80 % |

|  | 8.65 % |

|  | 49.25 % |

|  | 46.13 % |

|  | 0.73 % |

|  | 43.85 % |

|  | 43.23 % |

|  | 3.79 % |

|  | 54.11 % |

|  | 38.57 % |

|  | 1.20 % |

|  | 33.07 % |

|  | 31.54 % |

|  | 20.52 % |

|  | 65.79 % |

|  | 27.39 % |

|  | 1.15 % |

|  | 46.23 % |

|  | 43.66 % |

|  | 3.89 % |

|  | 60.16 % |

|  | 19.14 % |

|  | 4.07 % |

|  | 66.22 % |

|  | 30.87 % |

|  | 0.57 % |

Finalmente, Cabello refirió que los resultados de las alcaldías serán anunciados en las próximas horas, «es un resultado que amerita mayor detalle».

## Reacciones
Tras ser derrotados, Erika Farías, alcaldesa del municipio Libertador del Distrito Capital, y Rodolfo Marco Torres, gobernador de Aragua, renunciaron a sus cargos, antes de que fueran electos sus sucesores.
Días después de la primarias, Diosdado Cabello anunció que el partido evaluaría los resultados de los comicios internos en menos de siete estados de Venezuela, al no cumplir con los parámetros de las elecciones primarias que se realizaron el domingo. Cabello explicó en rueda de prensa que los postulados debían sacar el 50 % de los votos, como mínimo, y una diferencia de 10 puntos con respecto al segundo lugar, establecido en el reglamento interno del partido.«50 % no es fácil sacarlo en una elección donde tienes 20 candidatos, entonces el comando político ha decidido que ya no será para los gobernadores 50 % mínimo, sino que sea 40 %. Es un baremo que hemos establecido y además debe garantizar que tenga más de 10 puntos de ventaja sobre el segundo lugar», señaló. Cabello anunció que la "revisión" se hará en las candidaturas a gobernaciones en Apure, Aragua, Bolívar, Cojedes, Monagas, Nueva Esparta y Trujillo, porque no cumplieron con ninguno de los dos baremos.